# Фишер, Кристофер
Кри́стофер Фи́шер (нем. Christopher Fischer; 24 января 1985, Хайдельберг) —  немецкий хоккеист. Амплуа — защитник. Игрок клуба Адлер Мангейм и сборной Германии по хоккею.

## Карьера
Фишер начал свою профессиональную карьеру в молодёжном клубе Адлер Мангейм в 2003 году. В основной команде не сложилось, хотя за молодёжный состав играл удачно. В 2009 году перешёл в клуб высшей немецкой лиги (DEL) Гризли Адамс Вольфсбург, контракт был подписан до 2013 года. В апреле 2009 года Фишер получил степень бакалавра Университета прикладных наук в городе Ансбах, в области международного менеджмента. Курс был специально разработан для спортсменов.
В национальную сборную Германии начал привлекаться с конца 2011 года в товарищеских играх, участник чемпионата мира 2012. В составе молодёжной сборной Германии участник чемпионата мира 2007 года. На молодёжном чемпионате мира первого дивизиона 2008 года стал лучшим защитником турнира. В составе юниорской сборной Германии участник чемпионата мира 2006 года.

## Статистика
| 2004/05              | Адлер Мангейм (мол. команда) | DNL                  | 6   | 0  | 1  | 1  | 10  | –  | – | –  | –  | – |
| 2005/06              | Адлер Мангейм (мол. команда) | DNL                  | 1   | 0  | 0  | 0  | 0   | –  | – | –  | –  | – |
| 2006/07              | Адлер Мангейм                | DEL                  | 7   | 0  | 0  | 0  | 0   | –  | – | –  | –  | – |
| 2007/08              | Адлер Мангейм                | DEL                  | 11  | 0  | 0  | 0  | 2   | –  | – | –  | –  | – |
| 2008/09              | Адлер Мангейм                | DEL                  | 42  | 1  | 5  | 6  | 8   | 8  | 0 | 0  | 0  | 0 |
| 2009/10              | Гризли Адамс Вольфсбург      | DEL                  | 55  | 3  | 19 | 22 | 75  | 7  | 1 | 5  | 6  | 0 |
| 2010/11              | Гризли Адамс Вольфсбург      | DEL                  | 47  | 6  | 15 | 21 | 36  | 9  | 1 | 7  | 8  | 0 |
| DEL общие показатели | DEL общие показатели         | DEL общие показатели | 162 | 10 | 39 | 49 | 129 | 24 | 2 | 13 | 14 | 0 |